# Per sempre Tour 2023
Il Per sempre Tour è stata l'undicesima tournée del duo musicale italiano Paola & Chiara, a sostegno della terza raccolta discografica Per sempre.

## Date
| Data              | Città                  | Sede                     |
| ----------------- | ---------------------- | ------------------------ |
| 5 maggio 2023     | Trezzo sull'Adda       | Live Club                |
| 13 maggio 2023    | Milano                 | Fabrique                 |
| 14 maggio 2023    | Milano                 | Fabrique                 |
| 19 maggio 2023    | Roma                   | Auditorium Conciliazione |
| 20 maggio 2023    | Roma                   | Auditorium Conciliazione |
| 20 giugno 2023    | San Nicandro Garganico | Piazza IV Novembre       |
| 28 giugno 2023    | Genova                 | Piazza della Vittoria    |
| 14 luglio 2023    | Ferrara                | Piazza Trento e Trieste  |
| 20 luglio 2023    | Napoli                 | Arena Flegrea            |
| 1º agosto 2023    | Francavilla al Mare    | Piazza Sant'Alfonso      |
| 20 agosto 2023    | Lignano Sabbiadoro     | Arena Alpe Adria         |
| 3 settembre 2023  | Verona                 | Teatro romano            |
| 5 settembre 2023  | Roma                   | Villa Ada Festival       |
| 7 settembre 2023  | Moncalieri             | Palaexpo                 |
| 9 settembre 2023  | Brescia                | Castello di Brescia      |
| 15 settembre 2023 | Milano                 | Circolo Magnolia         |

## Scaletta
1. Intro
2. Pioggia d'estate
3. Hey!
4. Festival (2023 version)
5. Kamasutra
6. Mare caos
7. Amici come prima
8. Cambiare pagina
9. Blu
10. A modo mio
11. Amoremidai (2023 version)
12. Milleluci
13. Per te
14. Amare di più
15. Fino alla fine
16. Viva el amor!
17. Furore
18. Festival (2002 original version)
19. Vamos a bailar (Esta vida nueva) (2023 version)